# Куновський Володимир Маркилійович
о. Володимир Куновський (19 січня 1901 — 8 жовтня 1955) — український  священник, богослов, фотограф-аматор, дослідник історії рідного краю.

## Життєпис

### Дитинство та юність
Народився і зростав у с. Кривка, Турківського повіту (Королівство Галичини та Володимирії, Австро-Угорська імперія), в сім'ї священника о. Маркилія Куновського та Юлії з дому Чайковських 19 січня 1901 року.
Батько був настоятелем церкви св. Миколи з 1891 по 1926 рік в селі Кривка. Особисто знав Іларіона Свєнціцького і Михайла Драґана, ініціаторів заснування музею народної архітектури і побуту просто неба у Львові Шевченківський гай і через них звернувся до митрополита Андрея Шептицького з просьбою про збереження і перевезення церкви до Львова, де вона стала першим експонатом новоствореного музею.
о. Маркилій Куновський, батько Володимира, народився 19 грудня 1853 р. у с. Бистриця Дрогобицького повіту в Галичині в священичій родині. Батько — о. Тома Куновський (1818—1890 рр.) — парох с. Бистриця Дрогобицького повіту (священичий сан отримав у 1845 році). Мати — Домініка Ільницька, донька о. Василя Ільницького і Вікторії Топольницької.
1873 р закінчив Самбірську гімназію.
1873–1875 рр. — навчався у Львівському університеті на теологічному факультеті. 1876–1877 рр. — навчався в Перемиській духовній семінарії Єрейські свячення отримав 18 квітня 1880 р. із рук єпископа І. Ступницького у Перемишлі.
Був одружений з Юлією Чайковською-Тимкович (1868 р.н.)[3], донькою о. Григорія Чайковського та Йосифи Кромер.
Був на парохіях в селах:
- с. Росохач, Турківського повіту (1881—1882 рр.) — адміністратор,
- с. Яблінка Вижня, Турківського повіту (1882—1891 рр.) — парох,
- с. Кривка, Турківського повіту (1891—1926 рр.) — парох.

26 липня 1898 р. відбулася канонічна візитація парохії в с. Кривка перемиським єпископом Костянтином Чеховичем (лист від 12 грудня 1898 р. за № 4977). У листі відзначається ревна душпастирська діяльність отця пароха та взірцевий порядок у церкві.
Помер 4 квітня 1926 р. у с. Кривка, похований біля церкви Пресвятої Трійці в с. Маткові.
У 1912 році юного Володимира віддають на навчання до Самбірської цісарсько-королівської гімназії імені архикнягині Єлизавети. Вісім класів цієї гімназії він закінчив у 1919 році. 3 липня 1919 Володимир одержує атестат зрілости з відзнакою.
Дотримуючись традиції священничих родин, батьки віддають гімназиста Володимира на подальше навчання в духовну семінарію в м. Перемишль. Отець крилошанин Франц Рабій, Самбірський декан і парох 2 листопада 1920 року видав «Свідоцтво моральности» (характеристику):
|  | ...укінчений гімназист, літ 20, обряд греко-католицький, перебував через вісім літ у Самборі, ходячи тут до гімназії. В часі тім заховувався морально, побожно і під кожним взглядом взірцево. |

### Навчання в духовній семінарії вПеремишлі

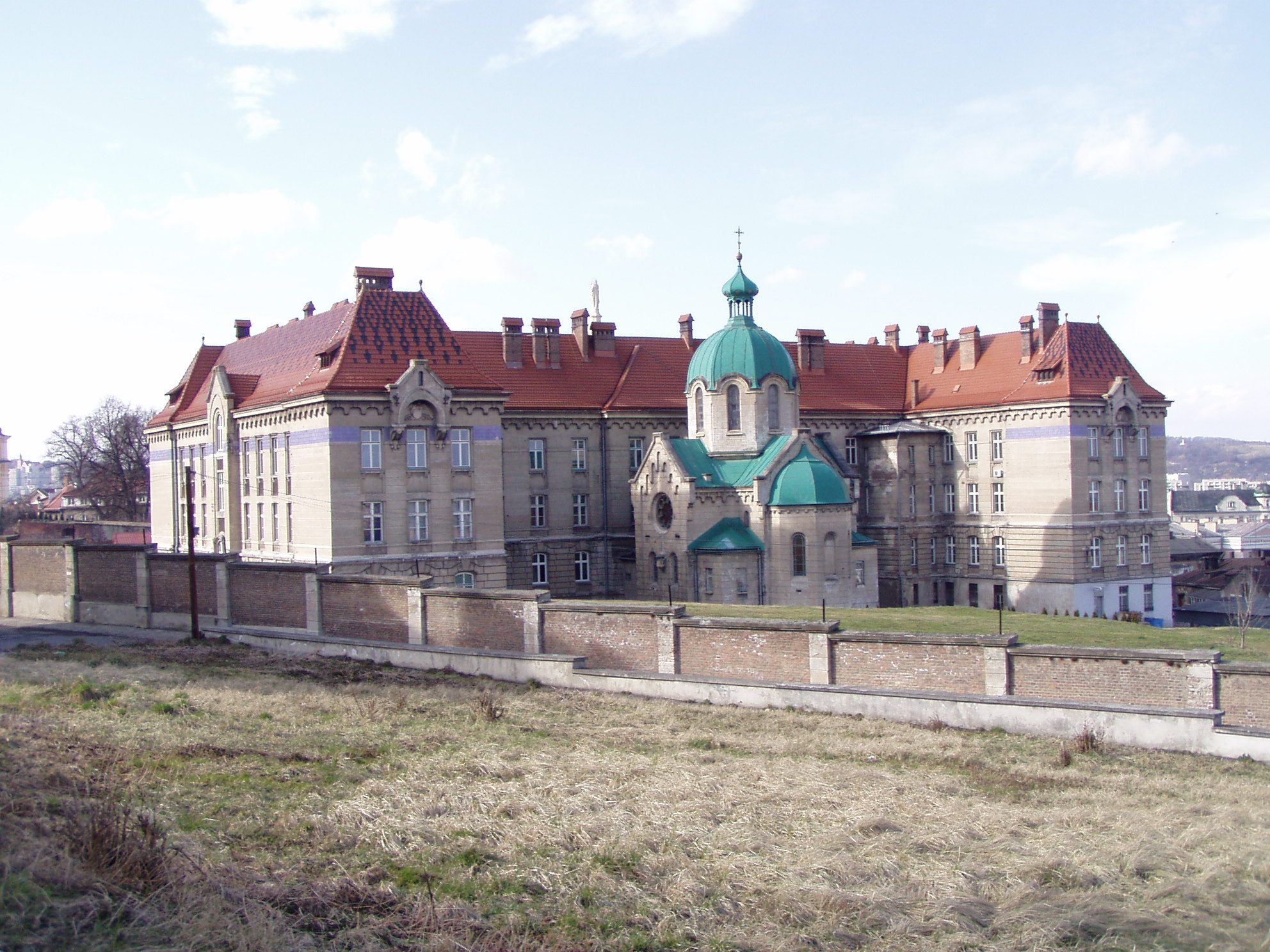
Будівля колишньої Перемиської грекокатолицької духовної семінарії

1 жовтня 1921 року Володимира Куновського приймають до Перемиської духовної семінарії, про що засвідчує «Посвідка викладів № 23», підписана доктором богослов'я о. Григорієм Лакотою, на той час ректором.
Владика Йосафат Коциловський, єпископ Перемисько-Самбірської єпархії, один з засновників Перемиської греко-католицької духовної семінарії, був одним із духовних наставників о. Володимира Куновського, спочатку як студента духовної семінарії, а потім як молодого греко-католицького священника.
Великий вплив на формування свідомости Володимира Куновського мав Владика Григорій Лакота, архипресвітер греко-католицької капітули в Перемишлі з 1 червня 1925 р. Будучи ректором (до 1925 року), він викладав гомілетику й катехитику, історію Церкви та канонічне право.
Після закінчення семінарії в 1925 році добре знав і вільно спілкувався польською, німецькою і латинською мовами

### Душпастирська праця

Храм Стрітення Господнього (19 ст.) у селі Велика Білина

Першого вересня 1925 р. перед прийняттям Святої Тайни Священства Володимир Куновський одружується з Оленою Очабрук, донькою о. Алексія Очабрука та Наталії з дому Гардзінських.
Державний дозвіл на свячення отримав 6 серпня 1925 року, а 13 вересня 1925 року висвячений на диякона. Ієрейські свячення отримав 20 вересня того ж року в Перемишлі з рук єпископа Йосафата Коциловського.
Першу Святу Службу Божу о. Володимир відправив у церкві Собору Пресвятої Богородиці в с. Маткові 4 жовтня 1925 р.
Після закінчення Перемиської духовної семінарії одержав призначення сотрудника парохії (помічника пароха) м. Добромиля на Старосамбірщині. У зв'язку з цим видано Грамоту єпископського ординаріату в Перемишлі за № 4503 від 21 вересня 1925 р., підписану архипресвітером греко-католицької капітули в Перемишлі о. д-р. Г. Лакотою. Добромиль був на той час доволі великою парохією. У місті було дві церкви: церква Зіслання Святого Духа і церква Святого Онуфрія василіанського монастиря. Для молодого священника це було добре місце праці.
4 квітня 1926 р. у 73-річному віці помирає батько о. Володимира, парох с. Кривки о. Маркилій Куновський. Перемиська консисторія в цей час намагається зміцнювати греко-католицькі парохії на Бойківщині здібними молодими священниками, його переводять завідателем (завідувачем) вивільненої парохії в с. Кривка Височанського деканату на Турківщині. Про це свідчить Грамота єпископського ординаріату за № 1579 від 14 квітня 1926 р., підписана о. прелатом Василем Пинилом.
Будучи одночасно завідателем (завідувачем) парохії с. Кривки і адміністратором церкви в с. Маткові, за дорученням єпископа Йосафата Коциловського о. Володимир займається організацією будівництва санаторію для відпочинку і лікування священників (купелевий заклад священничого товариства «Єпархіальна поміч»).
Наприкінці 1926 р. рішенням Єпископського ординаріату в Перемишлі о. Володимира переводять парохом до с. Яблунів, Височанського деканату до церкви Благовіщення Пресвятої Богородиці. Як і інші греко-католицькі священники того часу, він, разом з громадою села, дбав не лише про відновлення церкви, але і про побудову школи, навчав дітей релігії, проводив велику просвітницьку роботу. Про це засвідчує віднайдена мешканцями села фотографія-реліквія, де на тлі новозбудованої школи зображено її директора Михайла Соболяка, учнів школи, о. Володимира Куновського та Преосвященного Владику Григорія Лакоту.
27–29 вересня 1927 р. в Яблунові відбулася, організована о. Куновським, Свята Місія. Про це стало відомо з літопису (рукописної хроніки), складеного власноруч о. Володимиром у Яблунові в 1928 р., підписаного ним же, і на якому є печатка із зображенням Пресвятої Богородиці з Ісусом на руках і написом на ній: «Печать матірної церкви в Яблонові». Парохіяльний літопис зберігся у церкві с. Яблунів до нашого часу.
30 квітня 1931 р. призначений парохом у с. Висоцьку Нижнім. Про це була видана Грамота від 18 вересня 1931 р. за № 4190, підписана єпископом Перемиським, Самбірським і Сяніцьким Йосафатом Коциловським. До парафії у Висоцьку Нижнім входила дочірня каплиця-церква св. мучеників Макавейських у с. Ропавсько. У зв'язку з тим в листі містодекана о. Ігнатія Шиха, пароха с. Бітлі, за № 119 від 6 листопада 1931 р. на ім'я всечеснішого о. Володимира Куновського йдеться, що Єпископська Консисторія поручає йому обов'язки «доїжджаючого сотрудника» (помічника) в с. Яблунові. Крім цього, він мав і надалі наглядати над душпастирюванням у с. Багнуватім.
14 липня 1933 р. о. Володимир іменований містодеканом Височанського деканату, в який входило сімнадцять парафій, а 11 жовтня 1934 р. деканом цього ж деканату, про що було видано відповідні Грамоти Єпископського Ординаріату. Будучи деканом Височанського деканату, цілком віддався церковним справам. Як доброго проповідника й катехита його часто запрошують з проповідями до інших сіл деканату. Велика увага приділяється катехизації молоді. Створюються умови, аби при кожній церкві діти мали можливість ходити на катехитичну науку. Від священників вимагається точно і красиво вести метрики, записники Св. Служб Божих, інші церковні книги, акти. У своїх проповідях завжди закликав парафіян до чеснот і праведности.
6 серпня 1933 р. в м. Турка відбулося велике свято «Українська молодь Христові», в якому взяло участь понад 20 тисяч громадян. В місто прибув владика Йосафат Коциловський. О 10 годині ранку на полі за цвинтарем почалася велика архиєрейська служба Божа за участю 60 священників.
|  | Службу Божу Архієрейську відправили їх Преосв. Владика Кир Йосафат під голим небом, на площі, біля церкви в асисті Отців деканів Тимчука і Козбура; діяконували отці Головач і Куновський. Проповідь виголосив о. Ільницький зі Шумяча. |

Мав крилошанські відзнаки, був каноніком
За ревну працю на духовній ниві парафіяни любили, шанували свого пароха, довіряли йому. Це підтвердила канонічна візитація парафії в с. Висоцьку Нижнім Перемиським єпископом Йосафатом Коциловським. На пам'ять про це деканові залишено святий образок із власноручним написом і підписом Владики. У 1940 році за дозволом Перемиської консисторії та особистого благословення Владики Й. Коциловського, переводиться парохом церкви Стрітення Господнього у с. Велику Білину Лучанського деканату.

### Львівський Собор 1946 року, Радянські часи
Друга окупація Західної України більшовиками стала трагедією для греко-католицької церкви. За вказівкою і під постійним наглядом НКДБ «ініціативна група» скликає 8–10 березня 1946 року у Львові Собор греко-католицького духовенства.
Було вирішено запросити на Собор всіх деканів і по одному священнику з кожного деканату. Із 225 запрошених прибуло 216 отців і 19 із 22 мирян. Із Львівської області — 68 отців, із Дрогобицької — 60, зі Станіславівської — 4, із Тернопільської — 39. Із Дублянського деканату — о. Володимир Куновський, декан о. Гайдукевич Олександр, не приїхав, бо захворів. Священники-делегати мали прибути на Собор 7 березня.

### Останні роки життя

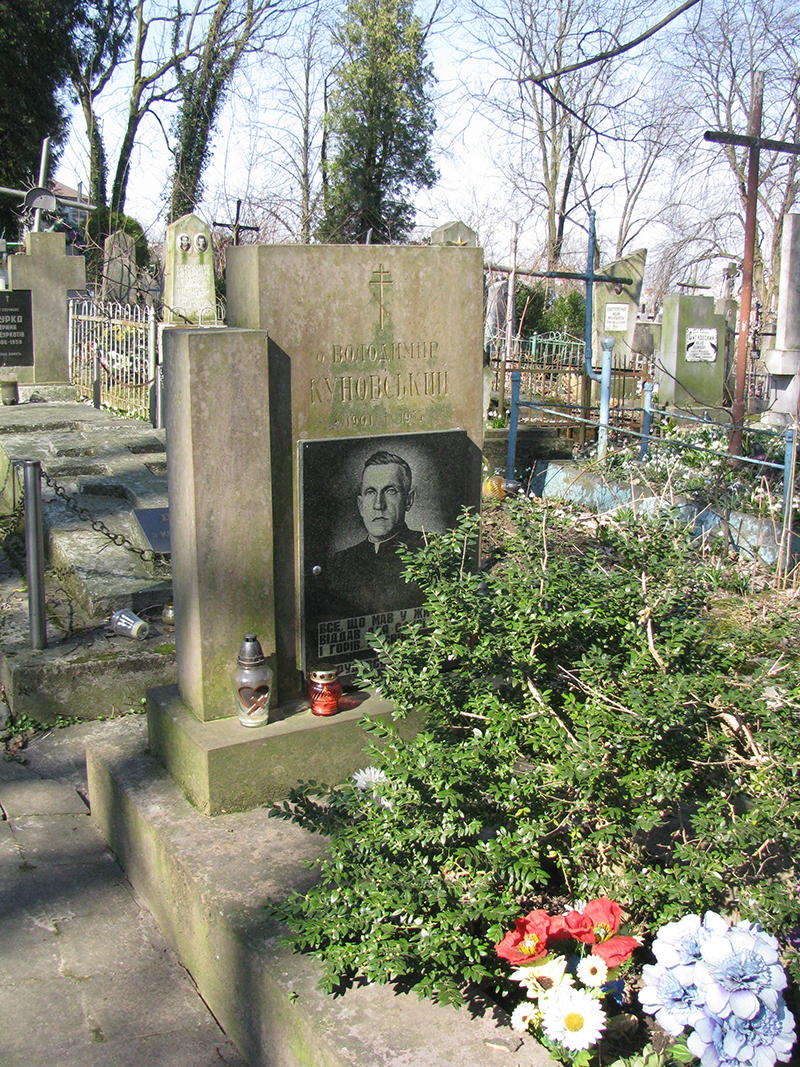
Могила о. Володимира в Дрогобичі на старому цвинтарі по вул. Трускавецькій

Після дванадцятирічного перебування парохом церкви Стрітення Господнього в с. Велика Білина о. В. Куновський переводитьея настоятелем Катедральної церкви Пресвятої Трійці в м. Дрогобичі Самбірсько-Дрогобицької єпархії РПЦ. Грамота про це призначення підписана єпископом Михаїлом (Мельником) від 4 березня 1952 р. за № 2552.
|  | ...Розтин, проведений у Дрогобичі під керівництвом патанатома Яковлєва, показав, що смерть настала від інфаркту. Син о. В.К. Богдан Куновський (як лікар, був допущений до матеріалів розтину) не погоджувався з висновком Яковлєва, проте мусив мовчазно прийняти його до відома... Через декілька років (незадовго до своєї смерти) Яковлєв передав родині о. В.К. інформацію, якою підтвердив, що смерть о. В.К. настала внаслідок отруєння. |

## Захоплення мистецтвом фотографії
|  | Час біжить швидко, невпинно і невблаганно. Тому надзвичайним винаходом людства можна вважати фотографію, яка фіксує окремі, завжди неповторні миті життя. І щасливим випадком є те,коли фотоапарат попадає в руки інтелегентної людини, яка любить свою родину, народ і країну, в якій живе. Таким був Володимир Куновський. Ще студентом він дістав можливість навчитися фотографувати і, маючи свій фотоапарат, фіксував миті цього дуже швидкоплинного часу. А так як походив з давньої галицької священичої родини, серед своїх фотостудій робив і знимки церков рідного йому Турківського краю під час відвідин великої родини, розкиданої по різних селах. |

Світлини церков, зроблені в 1915–1917 рр. та 1930–1937 рр., є цінним матеріалом для дослідників сакрального мистецтва, архітекторів. Шість світлин церков надруковано в енциклопедичному виданні Василя Слободяна «Церкви України. Перемиська єпархія», 1998 р. сторінки 86, 96, 108, 115, 118, 119:
- с. Матків. Каплиця Св. Івана Хрестителя, 1869 р. Розвалена 1964 р. Світлина 1915 р. зі збірки НМ № 66;
- с. Красне. Церква Св. Архистратига Михаїла, 1850 р. Згоріла 1923 р. Світлина 1916 р. зі збірки НМ № 52а;
- с. Либохора Горішня. Церква Св. Архистратига Михаїла, 1764 р. Розібрана 1926 р. Світлина 1917 р. зі збірки НМ № 53;
- с. Багновате. Церква Вознесіння Господнього, 1721 р. Розібрана у 1930-х роках. Світлина 1930-х років зі збірки НМ № 1600;
- с. Висоцько Кінець. Церква Різдва Пресвятої Богородиці, XVIII ст. Світлина 1937 р. до перебудови 1937 року зі збірки НМ № 24;
- с. Росохач. Церква Св. Архистратига Михаїла, 1882 р. До перебудови в 1960-х роках. Світлина 1936 р. зі збірки НМ № 75;[10]

Добре особисто знав Іларіона Свєнціцького, директора Львівського національного музею і в 1925 р. подарував музеєві світлини своєї роботи. Це підтверджується архівною документацією Львівського національного музею, зокрема книгами надходжень № 31381 (47 позицій світлин церков, каплиць, дзвіниць) і № 23737 (12 позицій світлин ікон). Окрім цього, за книгою надходжень музею за № КВ — 8448 відомо, що передав музеєві 1920 р. дошку для дереворитів (двосторонню) із зображенням Богородиці і Св. Миколая, яка зберігалася в церкві с. Висоцько Нижнє без практичного застосування. Скоріш за все це було зроблено за дорученням свого батька о. Маркилія Куновського, тоді пароха Церкви Св. Миколая в с. Кривка на Турківщині, з метою збереження її мистецької вартості для наступних поколінь.
Цінним є те, що донині збереглися світлини неіснуючих церков. На жаль, немало шедеврів сакральної архітектури нашого регіону навічно втрачено для нащадків через тоталітарний совєтський режим.

## Літературно-дослідницька діяльність
Наприкінці 1990-х років при церкві Благовіщення в с. Яблунів Турківського району Львівської області сином о. Володимира Зиновієм віднайдено рукопис парохіяльного літопису села Яблунів, складеного в 1928 році власноруч о. Володимиром, підписаного ним і на якому є печатка із зображенням Пресвятої Богородиці з Ісусом на руках і написом на ній: «Печать матірної церкви в Яблонові». У 2014 році, стараннями сина Романа, який опрацював рукопис, у світ вийшла віддрукована книжка о. Володимира Куновського «Літопис парохіяльна в Яблунові». Збережені лексика і правопис того часу, а рідковживані слова відмічені значком (*) і пояснення їх знаходяться в словничку рідковживаних слів, поміщеному в кінці книжки. Поряд з цитатами латинською, німецькою і польською мовами для легшого прочитання і розуміння зроблено переклад українською, поданий курсивом. Книжка доповнена світлинами з родинного архіву, що відносяться до часу перебування о. Володимира Куновського на парохії в Яблунові (1927—1930), фотографіями церковних споруд, образів і іншими документами, що стосуються того періоду. Окремо представлені твори Михайла Соболяка — здібного і цікавого художника, місцевого вчителя, сусіда і товариша о. Володимира Куновського, далекого родича Куновських. Художнє оформлення книжки і підготовка до друку (макет) зробив внук Любомир. Книга унікальна і цікава для дослідників історії рідного краю.